# Politische Parteien Tibets
Politische Parteien Tibets existieren einerseits im Zeitraum nach Ausbruch des Zweiten Weltkrieges, andererseits nach der chinesischen Okkupation Tibets als Exil- bzw. Untergrundorganisationen. Der Begriff „politische Partei“ (tibetisch: ཚོགས་པ།, Wylie: tshogs pa) ist seit dem 20. Jahrhundert in der tibetischen Sprache geläufig.

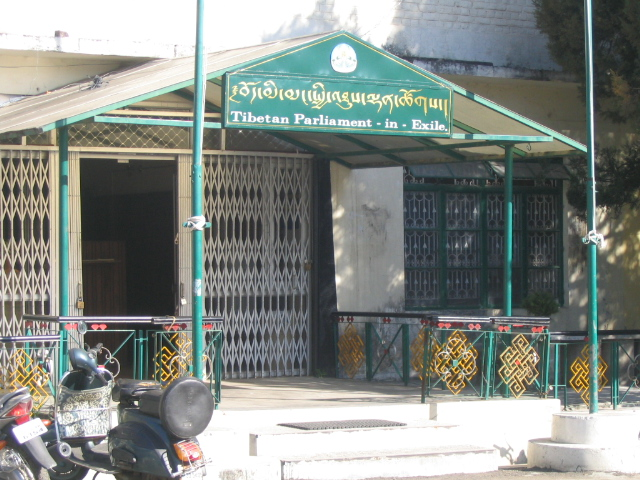
Eingang des Parlamentsgebäudes der tibetischen Exilregierung in Dharamsala

## Geschichte
Der auf dem seit 1912 faktisch unabhängigen Tibet lastende geopolitisch bedingte Modernisierungsdruck bewirkte eine Neuorientierung in Teilen der Bevölkerung, der zu zwei Parteigründungen führte. 1939 gründete der reiche Wollhändler Pandatsang Rapga nach dem Vorbild der chinesischen Kuomintang die Westtibetische Fortschrittspartei (tibetisch: ནུབ་ལེགས་བཅོས་སྐྱིད་སྡུག , Wylie: nub bod legs bcos skyid sdug). Seine Partei wuchs zwar auf mehrere Tausend Mitglieder an, wurde aber von der tibetischen Regierung verfolgt. Die in Verbindung zur Komintern stehende Kommunistisch-Revolutionäre Partei des Tibetischen Schneelandes (Tibetisch: ཕུགངས་ལྗོངས་བོད་རིགས་གུང་བྲན་རིང་ལུགས་གསར་བརྗེ་ཚོགས་ཆུང་, Wylie: gangs ljongs bod rigs gung bran ring lugs gsar brje tshogs chung) wurde 1943 von dem jungen Kommunisten Phuntsok Wangyal Goranangpa gegründet. 1949 verschmolz die Partei mit der Kommunistischen Partei Chinas.

## Exil
Mit dem Verlust der faktischen Eigenstaatlichkeit Tibets nach der Besetzung durch die chinesische „Volksbefreiungsarmee“ bzw. der Niederschlagung des Tibetaufstandes 1959 in Lhasa war die tibetische Exilcommunity im nordindischen Dharamsala zunächst mit den Folgen der Flucht und dem Aufbau einer Exilregierung befasst, bevor 1960 ein Exilparlament etabliert und die Exilverwaltung sukzessive demokratisiert werden konnte. Mit dem Segen des Dalai Lama gründeten junge Tibeter 1979 eine kurzlebige Kommunistische Partei Tibets (Tibetisch: ཕུན་ཚོགས་དབང་རྒྱལ, Wylie: phun tshogs dbang rgyal). 1994 folgte die Gründung der Demokratischen Partei Gesamttibets bzw. Nationaldemokratischen Partei Tibets (Tibetisch: བོད་ཀྱི་རྒྱལ་ཡོངས་མང་གཙོ་ཚོགས་པ།, Wylie: bod kyi rgyal yongs mang gtso tshogs pa), die mittlerweile weltweit 5000 Mitglieder hat und die Parlamentsmehrheit stellt. Weitere Parteien sind die 2011 gegründete liberale Tibetische Volkspartei (Tibetisch: བོད་ ཀྱི་ མི མང་ཆབ སྲིད་ ཚོགས་ པ།, Wylie: bod kyi mi mang chab srid tshogs pa) und der 2013 gegründete Landesweite Unabhängigkeitskongress Tibets (Tibetisch: བོད་རྒྱལ་ཡོངས་རང་བཙན་ལྷན་ཚོགས, Wylie: bod-rgyal-yongs-rang-btsan-lhan-tshogs).